# Carrión (Fluss)

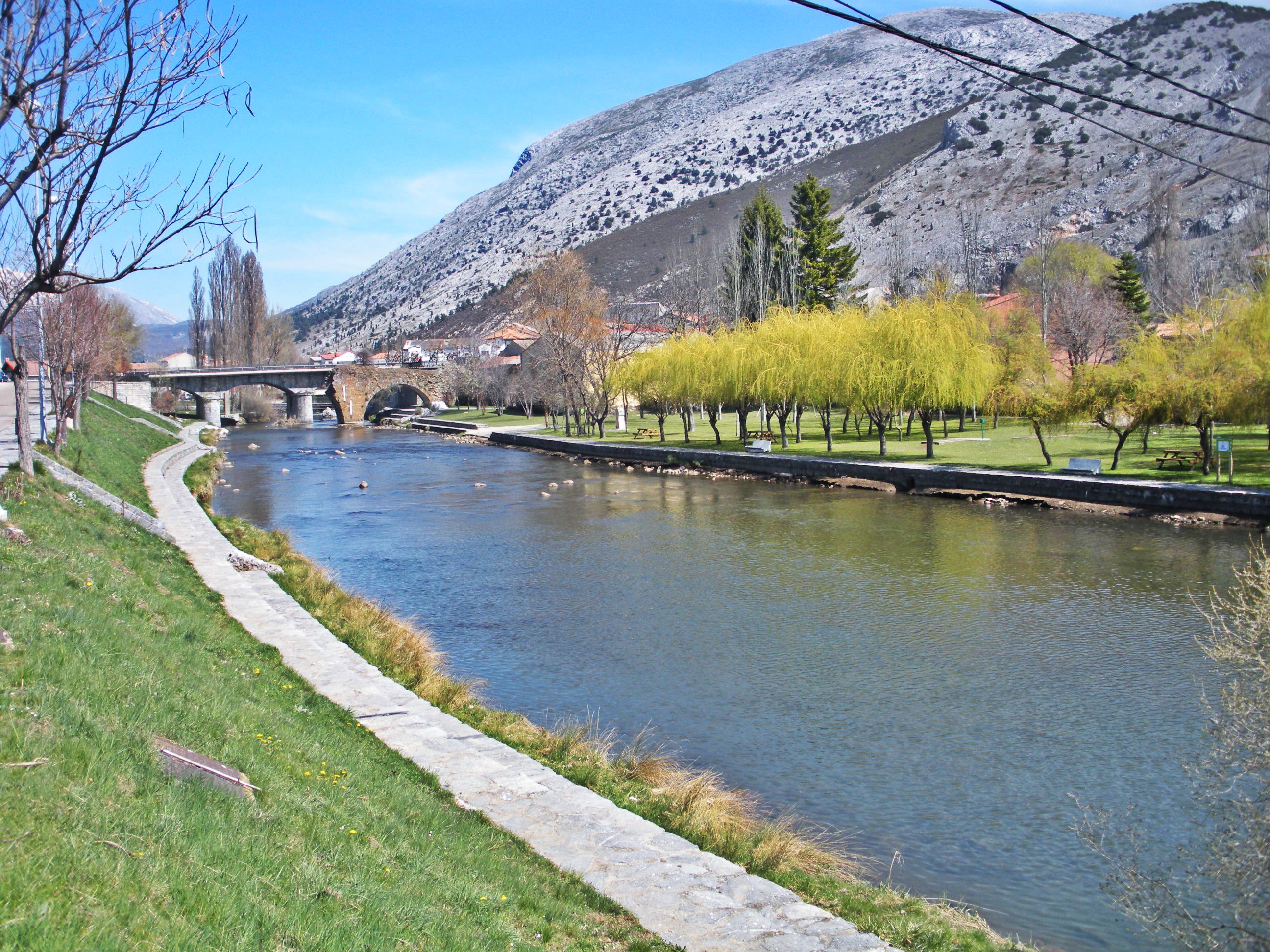
Río Carrión bei Velilla del Río Carrión

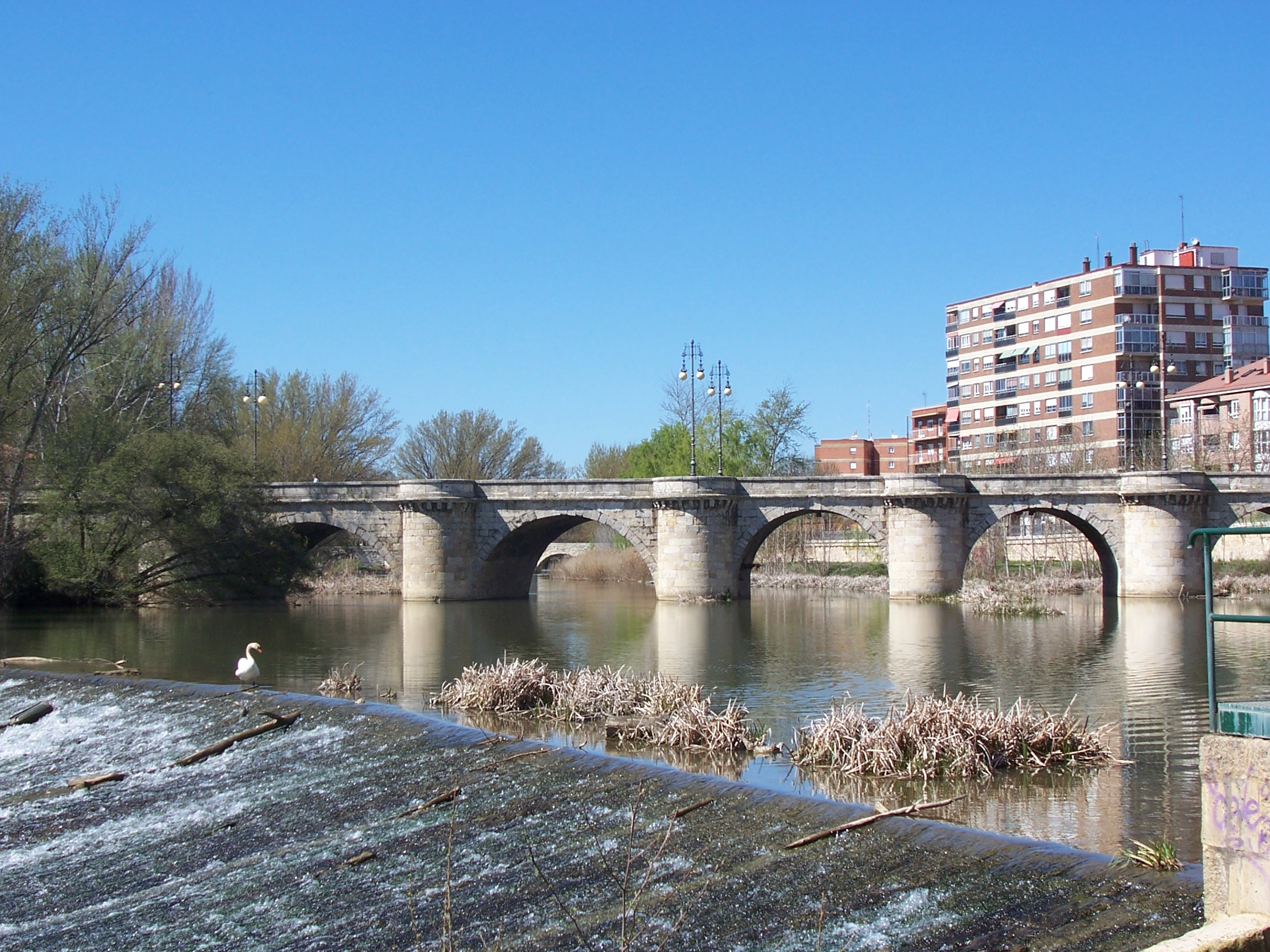
Río Carrión in Palencia

Der ca. 197 km lange Río Carrión ist ein Fluss in der Provinz Palencia im Norden Spaniens; er ist der größte Zufluss des Río Pisuerga.

## Verlauf
Der Río Carrión entspringt auf etwa 2220 m Höhe im Gebiet der Fuentes Carrionas auf der Südseite des Kantabrischen Gebirges; das Quellgebiet liegt an der nördlichen Grenze der Provinz Palencia in der Autonomen Region Kastilien-León. Der Rio Carrión fließt in überwiegend südlicher Richtung und mündet nördlich der Kleinstadt Dueñas in den Río Pisuerga.

## Orte am Río Carrión
- Velilla del Río Carrión
- Guardo
- Saldaña
- La Serna
- Villoldo
- Carrión de los Condes
- Monzón de Campos
- Palencia
- Villamuriel de Cerrato

## Nebenflüsse
- Río Cueza (53 km)
- Río Ucieza (71 km)
- Río Valdeginate (70 km)

## Stauseen
Flussabwärts gesehen wird der Carrión durch die folgenden Talsperren zu den gleichnamigen Stauseen (embalses) aufgestaut:
| Talsperre (Kraftwerk) | Betreiber                     | Max. Leistung (MW) | Stausee (Encoro) | Oberfläche (km²) | Volumen (Mio. m³) |
| --------------------- | ----------------------------- | ------------------ | ---------------- | ---------------- | ----------------- |
| Camporredondo         | Renewable Power International | 11,6               | Camporredondo    | 3,88             | 70                |
| Compuerto             | Iberdrola                     | 20                 | Compuerto        | 3,76             | 95                |

## Weblinks

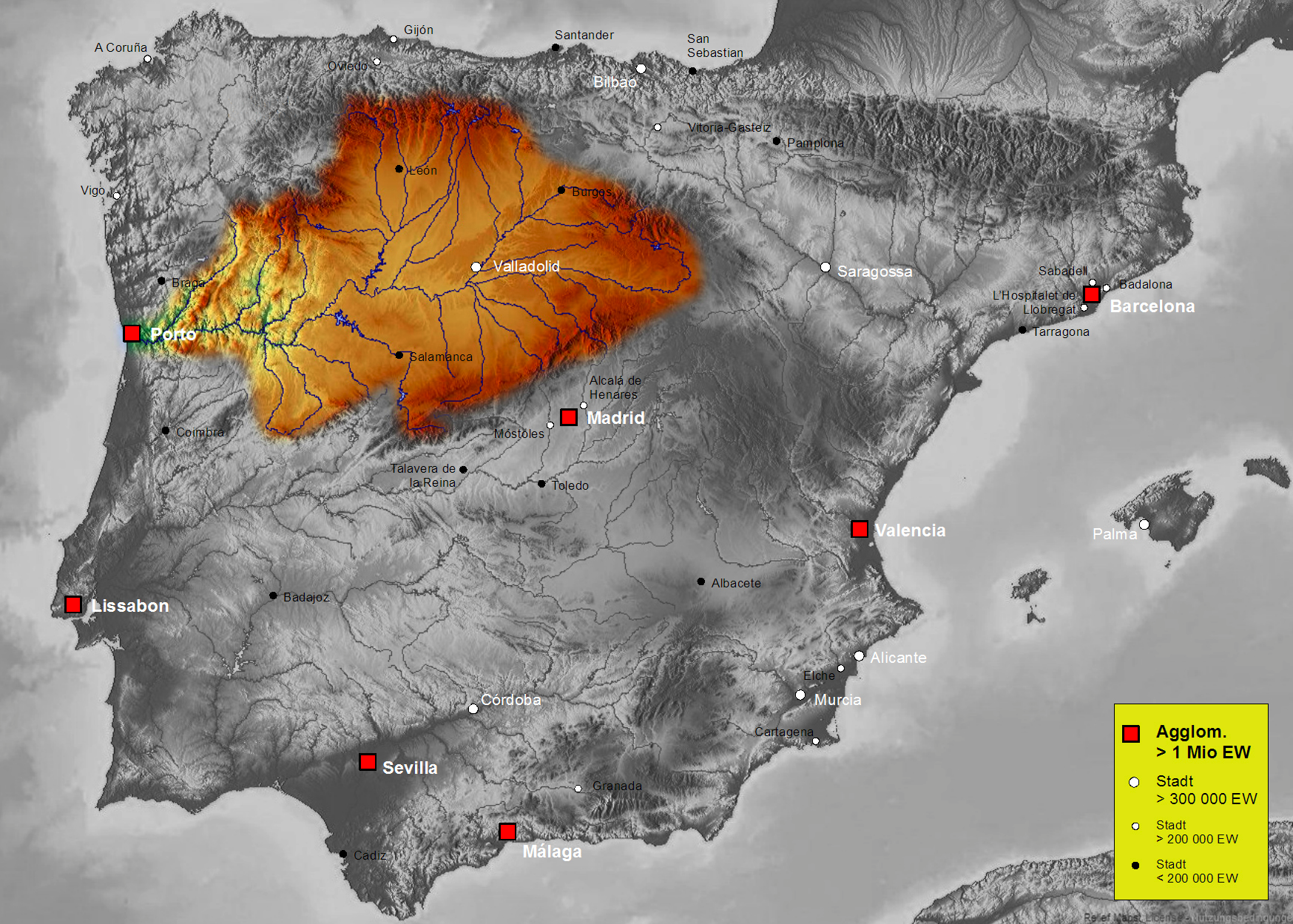
Einzugsgebiet (cuenca) des Duero; der Río Carrión mündet nordöstlich von Valladolid in den Río Pisuerga.